# Leonard Foglia
Leonard Foglia (24 agosto 1954) è un regista teatrale, librettista e romanziere statunitense.

## Biografia
Foglia debuttò a Broadway come assistente alla regia di The Heidi Chronicles nel 1989. Ha anche diretto i revival di Wait Until Dark (1998) e On Golden Pond (2005).
Ha collaborato con il drammaturgo Terrence McNally a tre progetti, Master Class (1995), By the Sea, By the Sea, By the Beautiful Sea (1996), e The Stendhal Syndrome (2004).
Foglia ha al suo attivo i titoli off-Broadway A Backer's Audition (1992), Lonely Planet (1994), One Touch of Venus (1996) e If Memory Serves (1999). I suoi crediti teatrali regionali comprendono The Subject Was Roses, Thurgood e The Secret Letters of Jackie & Marilyn. Ha scritto il libretto per l'opera di Jake Heggie The End of the Affair e ha ideato e diretto Dreamland, una rivista con le canzoni di Harold Arlen. Nel 2008 Foglia ha diretto la prima mondiale dell'opera Last Acts di Jake Heggie alla Houston Grand Opera.
Con il corrispondente culturale del Washington Post David Richards, Foglia ha scritto il romanzo suspense del 1997 1 Ragged Ridge Road.
Ha diretto la produzione di Thurgood, uno spettacolo personale sulla vita e l'opera del giudice della Corte Suprema degli Stati Uniti Thurgood Marshall al Booth Theatre. Thurgood, con Laurence Fishburne, debuttò ufficialmente il 30 aprile 2008.
Nell'autunno del 2009 Foglia diresse il musical in prima mondiale Laughing Matters di Iris Rainer Dart al Pasadena Playhouse in California. Nel 2009 ha diretto la produzione di Let Me Down Easy di Anna Deavere Smith, presentato dallo Second Stage Theatre.
Ha scritto il libretto per la prima opera mariachi, Cruzar la cara de la luna (Attraversare la faccia della luna), su musica di José "Pepe" Martínez (Vargas de Tecalitlán) che ha debuttato alla Houston Grand Opera nel 2010.
Nel 2011 Foglia è coautore con David Richards della trilogia di romanzi di suspense del 2011 The Sudarium Trilogy. The Surrogate – Book One, The Son – Book Two e The Savior – Book Three Ha scritto il libretto per l'opera A Coffin in Egypt di Ricky Ian Gordon che è stata rappresentata in prima mondiale alla Houston Grand Opera nel 2014.